# Мостовик (компания)
Научно-производственное объединение «Мостовик» — российская проектная и строительная компания, одна из крупнейших в стране. Штаб-квартира расположена в Омске. По состоянию на начало 2015 года компания находится в процедуре банкротства. Конкурсным управляющим утверждён М. С. Котов В настоящее время компания Мостовик разорена.

## История
Компания ведёт свою историю с 1982 года, когда на кафедре «Мосты» Сибирского автомобильно-дорожного института было создано студенческое конструкторское бюро (СКБ), получившее название «Мостовик». Первым объектом, построенным компанией стал мост через реку Ошу (Омская область), возведённый по экспериментальной технологии. В 1988 году студенченское конструкторское бюро было преобразовано в одноимённый кооператив, а с февраля 1991 года было перерегистрировано как научно-производственное объединение.
Среди примечательных объектов компании — Живописный мост через р. Москву в Серебряном бору в столице России (проектирование и поставка металлоконструкций); Бутовская линия Московского метрополитена — первый для российского метростроения опыт строительства «лёгкого» метро (проектирование и строительство), Омский метрополитен (проектирование и строительство), 700-метровый мост через Иртыш на севере Омской области. «Мостовиком» осуществлялось воссоздание Омского Успенского кафедрального собора, проектирование и строительство мостов через Вилюй, Онон, Катунь, Омь, Лебедь, Туру и др., строительство тоннельных участков газопровода «Голубой поток», проектирование и строительство коллекторов под высоковольтные линии электропередачи в Москве, строительство Красногорского гидроузла в Омске, строительство подъездной дороги от трассы М5 «Урал» до г. Жуковский и др.
В 2000-х годах компания получила крупные подряды на финансируемых российским государством знаковых инфраструктурных стройках. Так, «Мостовик» проектировал и строил вантовый мост на остров Русский в г. Владивостоке, объекты к Олимпиаде 2014 года в Сочи (большая ледовая арена для хоккея с шайбой на 12 тысяч мест, санно-бобслейная трасса, вокзал железнодорожной станции Адлер, объекты транспортной инфраструктуры, инженерные сети).
4 апреля 2014 года НПО «Мостовик» подал в арбитражный суд заявление о банкротстве компании в связи с невозможностью расплатиться по банковским кредитам. Финансовые трудности могли возникнуть во время строительства олимпийских объектов: из-за ошибок в инженерных расчётах компании пришлось понести дополнительные расходы, которые не были возмещены из федерального бюджета.
26 июня 2014 года в «Мостовике» по иску самой компании была введена процедура наблюдения, которая затем дважды продлевалась — в октябре и декабре 2014 года.
28 января 2015 года введено конкурсное производство в отношении дочерней компании «Мостовика» — «Сибирский лифт». 2 февраля омский арбитраж принял заявление о банкротстве ещё одной дочерней компании — Калачинского завода стройматериалов.
В феврале 2015 года Арбитражный суд Омской области ввел внешнее управление в отношении «Мостовика» сроком на 18 месяцев. Внешним управляющим назначена Анна Нехина. В 2015 году Нехина покинула свой пост.

## Собственники и руководство
Основной владелец компании — Шишов Олег Владимирович, он же до начала декабря 2014 года являлся генеральным директором компании (тогда на этом посту его сменил Давид Кузнецов).
В ноябре 2014 года Шишов задержан в Москве правоохранительными органами по обвинению в невыплате зарплаты сотрудникам компании, этапирован в Омск. Возбуждено уголовное дело по трём статьям УК РФ, в том числе о мошенничестве и уклонении от уплаты налогов. По решению суда помещён под домашний арест.
Басманный суд Москвы 21 ноября вынес решение об аресте Олега Шишова, гендиректора НПО «Мостовик». Он подозревается в хищении почти 2 млрд рублей при строительстве "Научно-образовательного комплекса «Приморский океанариум», которое компания вела с марта 2010 года.

## Деятельность
Среди текущих (2014 год) объектов «Мостовика» — строительство НОК «Приморский океанариум и дельфинарий» (остров Русский, Владивосток).
В структуру компании входят следующие подразделения:
- 32 проектных подразделения (более 950 человек);
- 22 строительно-монтажных управления;
- завод металлоконструкций, заводы железобетонных изделий, крановый и лифтовый заводы, завод по производству облицовочного кирпича;
- цех светопрозрачных систем, ремонтно-механический цех, деревообрабатывающее производство;
- управление механизации;
- грузовой порт на р. Иртыш;
- 15 филиалов и дочерних предприятий.

Выручка компании за 2013 год составила 43 млрд руб.
Из-за финансовых проблем в 2014 году «Мостовик» потерял крупный подряд на строительство железнодорожной линии «Элегест — Кызыл — Курагино» (длина — 410 км, предполагавшаяся стоимость строительства — 195 млрд руб.), в итоге в апреле 2014 года доставшийся «Стройгазконсалтингу». В августе 2014 года остановлено строительство эстакады ММДЦ «Москва-сити» на Малом кольце Московской железной дороги, где НПО «Мостовик» выступал подрядчиком.
На начало 2015 года кредиторская задолженность «Мостовика» превышала 60 млрд руб., половина из которых приходилась на Сбербанк.
По состоянию на февраль 2015 года «Мостовик» остановил практически все строительные работы. Среди объектов, на которых работы продолжаются, — строительство ливневой канализации в Омске.